# Xã Smith, Quận Lincoln, Arkansas
Xã Smith (tiếng Anh: Smith Township) là một xã thuộc quận Lincoln, tiểu bang Arkansas, Hoa Kỳ. Năm 2010, dân số của xã này là 552 người.